# Sexserrata
Sexserrata là một chi bướm đêm thuộc họ Noctuidae.

## Loài
- Sexserrata hampsoni Barnes & Benjamin, 1922